# Bloomington (Illinois)
Pour les articles homonymes, voir Bloomington.
Bloomington est le siège du comté de McLean, situé dans l’État de l’Illinois, aux États-Unis. Sa population s’élevait à 76 610 habitants lors du recensement de 2010, estimée à 77 330 habitants en 2019.

## Démographie
Selon le recensement de 2007, il y a 72 416 habitants dans la ville, 26642 ménages et 15718 familles. Sa densité de population est de 1112,1 hab/km². 84,92 % de la population s'est identifié comme blanche, 8,64 % afro-américaine, 0,18 % amérindienne, 3,02 % d'origine asiatique, 0,04 % originaire des îles du Pacifique, 1,42 % d'un autre groupe ethnique, 1,78 % de deux ou plus groupes ethniques. 3,32 % de la population est hispanique (notion qui ne préjuge d'aucun groupe ethnique).
Selon le recensement de 2000, parmi les 26 642 foyers, 30,7 % comptaient un ou des enfants de moins de 18 ans, 46,3 % étaient des couples mariés vivant ensemble, 9,7 % avaient un chef de famille féminin sans mari, et 41 % étaient des foyers non familiaux. 32,8 % des foyers étaient constitués d'un individu vivant seul et 9,1 % d'un individu seul de 65 ou plus. Le nombre moyen de personnes par foyer était de 2,34 et la famille moyenne comptait 3,04 membres. 
De toute la population de la ville, 24,9 % avaient moins de 18 ans, 12,5 % avaient entre 18 et 24 ans, 33,3 % de 25 à 44 ans, 19,3 % de 45 à 64 ans, et 9,9 % 65 ans et plus. L'âge médian était de 32 ans. Pour environ 100 femmes il y avait 94,1 hommes. Pour 100 femmes de 18 ans et plus, il y avait 91 hommes.

## Employeurs
Le premier employeur est, de très loin, les assurances State Farm, suivi de l’Université d'État de l'Illinois.

## Transports
Bloomington est desservie par un aéroport appelé le Central Illinois Regional Airport.

## Personnalités liées à la ville
- Kelly Loeffler, sénatrice y est née
- Marie Litta, chanteuse d'opéra, soprano.
- George Lincoln Rockwell, fondateur du Parti nazi américain, y est né

## Jumelages
- Asahikawa (Japon)
- Vladimir (Russie)

## Source
- (en) Cet article est partiellement ou en totalité issu de l’article de Wikipédia en anglais intitulé « Bloomington, Illinois » (voir la liste des auteurs).

1. ↑  (en) « Population and Housing Unit Estimates » (consulté le 21 mai 2020)
2. ↑  (en) « U.S. Decennial Census », Census.gov (consulté le 5 juin 2013)
3. ↑  (en) « Population Estimates », Bureau du recensement des États-Unis (consulté le 8 juin 2018)